# Babado Novo
Babado Novo é uma banda brasileira de axé formada em 2001. Originalmente liderada por Claudia Leitte nos vocais, a banda ganhou repercussão em todo o Brasil a partir de 2003, extraindo sucessos como "Eu Fico", "Safado, Cachorro, Sem-Vergonha", "Bola de Sabão", "Insolação do Coração" e "Doce Paixão". Em 6 de dezembro de 2007 a cantora anunciou que deixaria o grupo após o Carnaval de 2008 para seguir carreira solo, levando os músicos consigo.
Em 2008, buscando desvencilhar-se de comparações, é anunciado que a nova formação da banda teria dois vocais masculinos: Guga de Paula, ex-líder do Psirico, e Igor Di Ferreira. Essa formação lançou um único álbum, Tudo Novo no Babado Novo, e teve como sucessos "Perto do Coração" e "Tchau, Bye, Bye"  antes de Guga deixar a banda em setembro de 2011 e Igor em janeiro de 2012 após conflitos com os empresários. Em 2012 Mari Antunes assume os vocais.

## Carreira

### 2001–08: Claudia Leitte

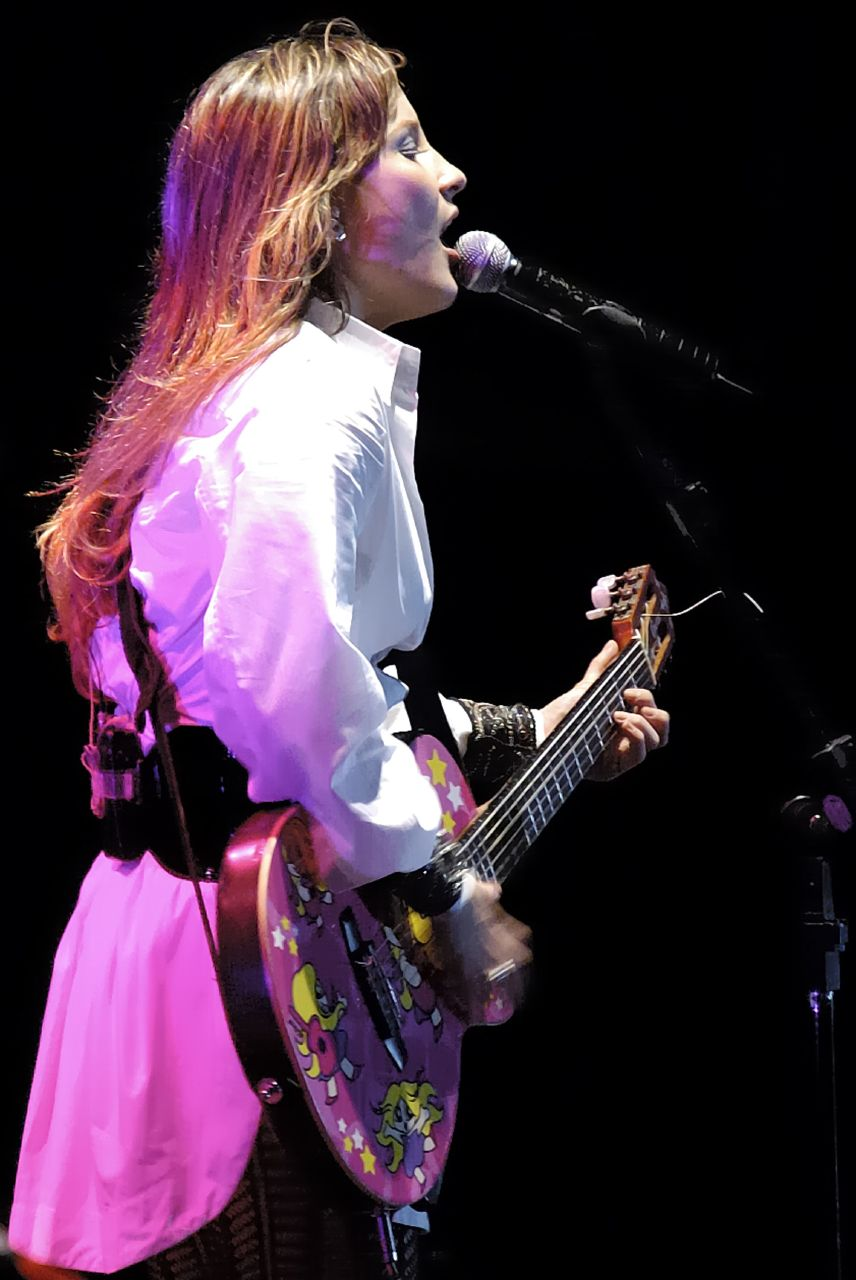
Claudia em apresentação.

Em 2001 Claudia Leitte conhece os instrumentistas Sérgio Rocha, Buguelo, Alan Moraes, Luciano Pinto, Nino Bala e Durval Luz, que já tocavam juntos há algum tempo e procuravam uma vocalista pra sua banda, formando juntos o grupo que foi batizado de Babado Novo. No início de 2002 gravam em Natal seu primeiro disco, lançado em 22 de agosto pela gravadora Poly Music, apenas distribuído nos estados do nordeste. Menos de dois meses depois, com o sucesso do primeiro single "Amor Perfeito", o álbum foi relançado em nova versão e, em 5 de fevereiro de 2003, lançado nacionalmente pela Universal, gravadora a qual o grupo havia assinado na época. Ainda foram lançados no álbum os singles "Amor Perfeito", "Cai Fora" e "Canudinho". 
Em 16 de setembro de 2003 o grupo lança o segundo álbum, Sem Vergonha, que trouxe os singles "Eu Fico", "Safado, Cachorro, Sem Vergonha", "Lirirrixa" e "Falando Sério". Em 2004 o grupo participou de dois grandes eventos de reveillon na Bahia, o primeiro no Farol da Barra e o segundo em Guarajuba, no litoral norte do estado. Logo após participaram pela primeira vez do Festival de Verão Salvador, se apresentando para cinquenta mil pessoas. Em 2004 o grupo lançou seu primeiro bloco carnavalesco próprio durante o percursso de Salvador, o Uau. Em 21 de dezembro lança o terceiro álbum, Uau! Ao Vivo em Salvador, o qual trouxe os singles "Doce Desejo", "Caranguejo", "Me Chama de Amor" e "Janeiro a Janeiro". Em 10 de dezembro de 2005 é lançada a canção "Bola de Sabão", conquistando com ele disco de diamante por download digital da canção. Em 30 de dezembro de março de 2006 lança o quarto álbum do grupo, sendo o primeiro álbum de estúdio, intitulado O Diário de Claudinha, vendendo em torno de 350 mil cópias. 

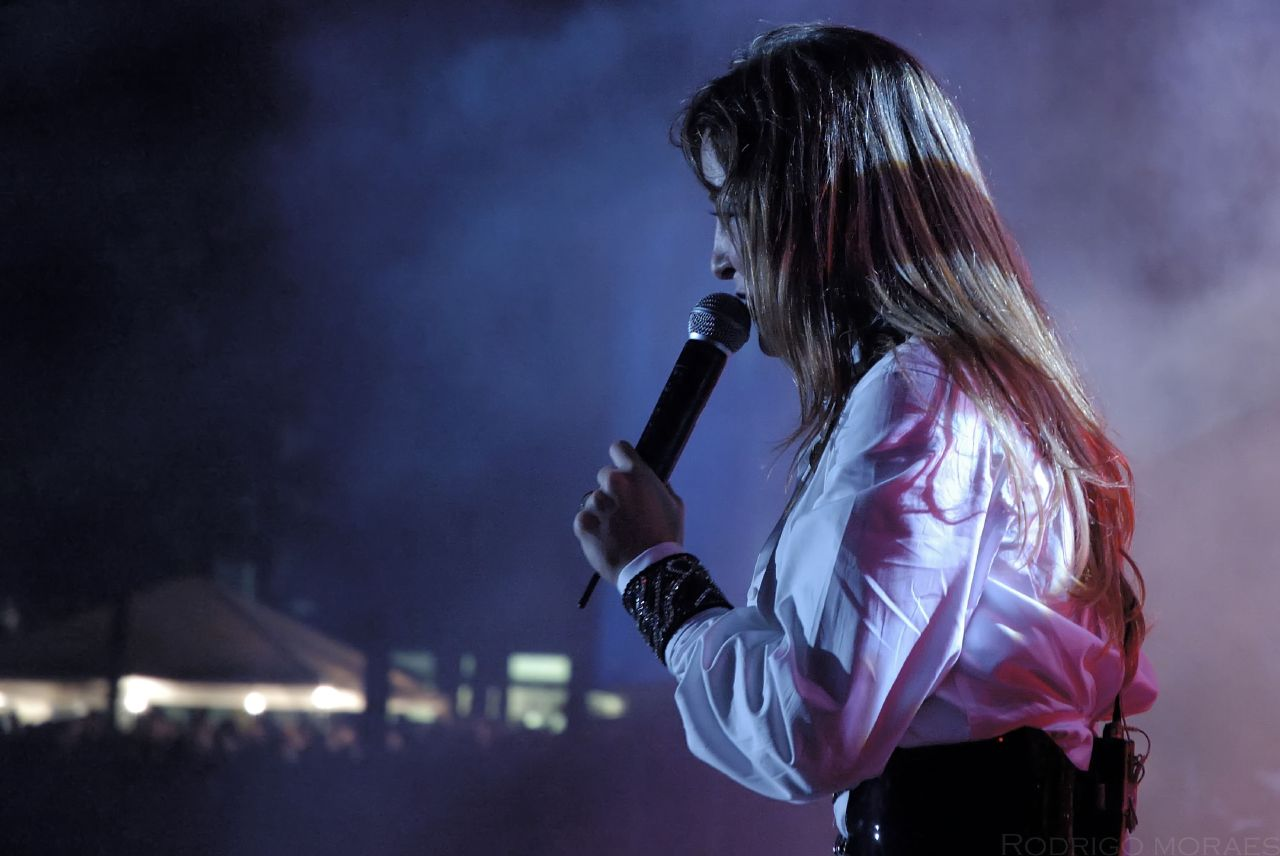
Claudia Leitte realiza show com o Babado em 2007.

A canção "Despenteia" foi liberada como single promocional como tema da companhia de cosméticos Seda. Ainda para o disco foram lançadas as canções e "Piriripiti", tema da novela da Rede Globo Cobras & Lagartos, e "A Camisa e o Botão". Ainda em 2006 o Babado Novo se apresenta no em Nova Iorque durante o evento do Brazilian Day, em um show para 1,5 milhões de pessoas na avenida Times Square. Em janeiro de 2007 o grupo lançou a canção "Insolação no Coração", ganhando disco de ouro por download digital. Em 16 de fevereiro é lançado o segundo álbum de estúdio, sendo quinto de carreira, Ver-te Mar, tendo também uma edição especial que traziam um DVD gravado em um show intimista na cidade de Salvador, na casa de eventos Trapiche Bernabé. Como singles ainda foram trabalhadas as faixas "Doce Paixão" e "Pensando em Você". Em 23 de julho de 2007 é anunciado que a banda gravaria um DVD em Copacabana, no Rio de Janeiro, no início do próximo ano. Em 14 de novembro de 2007 Claudia lança seu primeiro single solo, "Exttravasa" e, em 6 de dezembro anuncia durante entrevista para Ana Maria Braga no Mais Você que deixaria o grupo após o Carnaval do ano seguinte. Em fevereiro de 2008 realiza as últimas apresentações com o grupo antes de seguir para carreira solo.

### 2008–12: Guga de Paula e Igor Di Ferreira

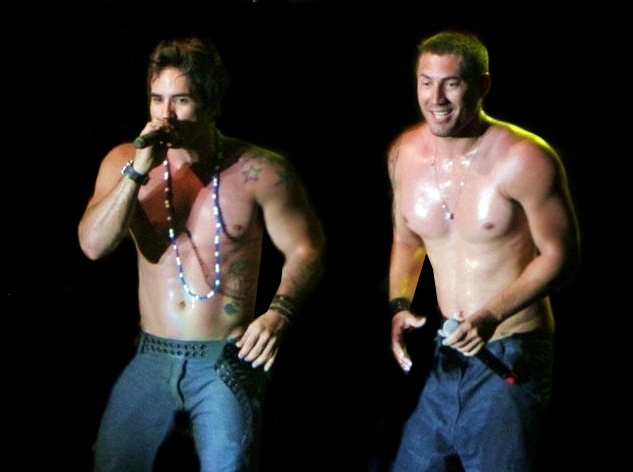
Guga (esquerda) e Igor (direita) durante o Carnaval de 2010.

Em janeiro de 2008 os empresários do Babado Novo anunciaram que a banda continuaria e que procuravam um homem para assumir o vocal, visando evitar comparações, tal qual aconteceu quando Emanuelle Araújo assumiu a Banda Eva logo após Ivete Sangalo. Tomate, que estava de saída do Rapazolla, foi convidado, porém preferiu seguir carreira solo. Na época houve a intenção de realizar um concurso no Caldeirão do Huck para escolher o vocalista, porém as negociações com a emissora não foram a frente e decidiu-se então abrir uma seletiva para que cantores de axé enviassem seu material para o escritório da banda. Marcell Albano, vocalista da Izami de Babá, e Chandy Dias, ex-backing vocal do Cheiro de Amor, foram testados, mas não foram aprovados. Em setembro foi anunciado que o grupo teria dois vocalistas e os escolhidos foram Guga de Paula, ex-vocalista do Psirico, e Igor Di Ferreira.

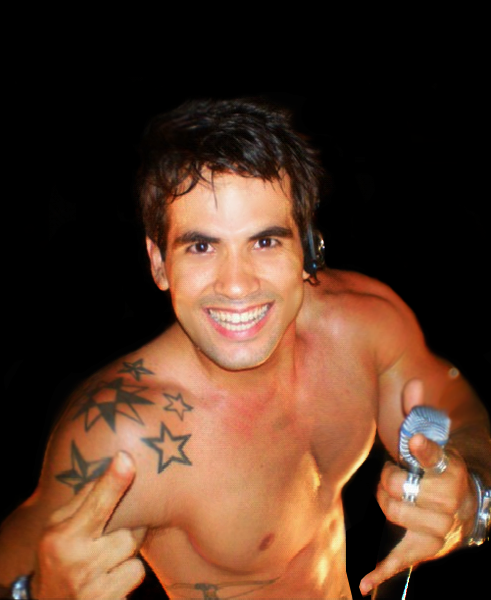
Guga durante show em 2011.

Em 30 de outubro a nova formação lança seu primeiro single, "Me Diga", apenas no nordeste, se tornando uma das mais tocadas nas rádios locais. Em 31 de dezembro a banda tocou na festa de ano novo da Avenida Paulista, em São Paulo, o lado de Skank e Daniel para 2 milhões de pessoas. Em 9 de junho de 2009, após uma série de shows pelo interior do nordeste para divulgar a nova formação, a banda lançou o single "Encontro de Amor", junto com uma promoção intitulada Que Babado É Esse? em que as pessoas deveriam produzir um videoclipe caseiro da faixa com a temática romântica, no qual o vencedor levaria um carro 0km, o segundo lugar uma moto e o terceiro um notebook. Em 2010 a banda assina novamente com a Universal e, em 18 e 19 de fevereiro, grava seu primeiro DVD em nova formação no Eco Park de Arraial da Ajuda, sendo dividido em duas partes: a primeira em um palco a beira da piscina e a segunda no trio elétrico dentro do local.
O álbum, intitulado Tudo Novo no Babado Novo, foi lançado em 14 de julho de 2010, trazendo sete regravações do grupo na época de Claudia Leitte, seis faixas de outros artistas e sete músicas inéditas, tendo como carro-chefe o single "Perto do Coração". Em 10 de dezembro o grupo lança "Tchau, Bye Bye" como aposta para o verão e para o Carnaval 2011. Em 5 de fevereiro de 2011 é lançada "Pauleira" como reforço para o Carnaval daquele ano. Em 2 de agosto é lançado o novo single do grupo, "Saudade", uma versão da faixa da banda Pimenta do Reino. Nesta fase a banda passou por diversos problemas e instabilidade, como o baixo investimento nas divulgação, a dificuldade em apresentar-se em programas de televisão nacionais e a falta de apoio de outros artistas do axé – inclusive Claudia Leitte, que preferiu não se envolver com a nova formação por ter tido conflitos com os antigos empresários. Em setembro de 2011 Guga deixa a banda após diversos problemas com os empresários por receber pouco pela alta rotina de trabalho, o que já havia motivado a saída de Claudia no passado.
Em 21 de novembro de 2011 é lançado "Tá Faltando Você", primeiro single interpretado apenas por Igor, que foi utilizada na campanha publicitária da Skol. Em janeiro de 2012, no entanto, foi anunciado que Igor seria dispensado após o Carnaval e a banda passaria por uma nova reformulação.

### 2012–presente: Mari Antunes
Em 13 de janeiro de 2012, quando Igor ainda comandava o grupo pelo último mês, Mari Antunes, ex-banda Sarypa, foi anunciada como nova vocalista. A cantora assumiu a banda oficialmente em 3 de maio, juntando-se a ela na banda Ana Monterry (teclado), Hudson Martins (bateria), Rodolpho Azuos (guitarra), J.C. (contra-baixo), Lourenço (percussão), Teco Lima (saxofone e trombone), Tico Lima (trompete), Márcio Carvalho (percussão), Muzenza (percussão), Ratinha (percussão), Lucas Carvalho (backing vocals) e Vanessa Estrela (backing vocals). O primeiro trabalho com Mari foi a gravação da faixa "Lindinalva" para a trilha sonora da novela Gabriela. Em 2 de agosto é lançado o primeiro single da nova formação, "Namorar". Em 25 de janeiro de 2013 é lançado o single "Colou, Bateu, Ficou". Para evitar que os mesmos erros da formação anterior ocorressem, os empresários promoveram uma grande divulgação da banda, incluindo a participação em shows de outros artistas para criar alianças profissionais, apresentação em programas de televisão, turnê em rádios e shows em importantes festivais do nordeste, além do investimento nas redes sociais e videoclipes mais bem produzidos.
Em 30 de julho de 2013 é lançado o EP Colou Bateu Ficou com três faixas de forma independente, dentre elas o próximo single, "15 Mil por Mês". Em 8 de outubro de 2013 é o álbum ao vivo Colou Bateu Ficou: Ao Vivo. Em 8 de janeiro de 2014 é lançado "Swing Louco" como aposta para o Carnaval daquele ano. Em 2 de julho a banda grava seu próximo DVD no Pelourinho, em frente a Igreja de São Francisco. Em 16 do mesmo mês é liberada a primeira música de trabalho do projeto, "Você não Presta". O álbum, intitulado Ao Vivo no Pelourinho, foi lançado apenas em 20 de janeiro de 2015, quando o grupo conseguiu assinar novamente com a Universal, trazendo como segundo single "Arrocha no Chão". Em 13 de novembro é lançado o EP Na Onda do Babado, embalado pelo carro-chefe "Descidinha", escolhida como aposta do Carnaval de 2016.
Nos anos seguintes a banda lançou os singles "Enrolação", "Na Concentração", "Molinha" e "Quem Bota É Ela". Em 30 de agosto é lançado a faixa "Pode Entrar" em dueto com Claudia Leitte, selando o fim dos problemas da antiga vocalista com os empresário da banda.

## Discografia
Álbuns de estúdio
- O Diário de Claudinha (2005)
- Ver-te Mar (2006)

Álbuns ao vivo
- Babado Novo (2002)
- Sem-Vergonha (2003)
- Uau! Ao Vivo em Salvador (2004)
- Tudo Novo no Babado Novo (2010)
- Colou Bateu Ficou: Ao Vivo (2013)
- Ao Vivo no Pelourinho (2015)

## Integrantes

### Atuais
- Mari Antunes (vocal) (2012–presente)
- Soneka (teclado) (2012–presente)
- Hudson Martins (bateria) (2012–presente)
- Jamison Cruz (guitarra e violão) (2012–presente)
- Jo (percussão) (2012–presente)
- Teco Lima (saxofone e trombone) (2012–presente)
- Tico Lima (trompete) (2012–presente)
- Márcio Carvalho (percussão) (2012–presente)
- George (percussão) (2012–presente)
- Thor Junior (backing vocals) (2012–presente)

### Ex-integrantes
| - Claudia Leitte (vocal) (2001–08) - Sérgio Rocha (guitarra) (2001–08) - Buguelo (bateria) (2001–08) - Alan Moraes (contra-baixo) (2001–08) - Luciano Pinto (teclado) (2001–08) - Nino Bala (percussão) (2001–08) - Durval Luz (percussão) (2001–08) - Guga de Paula (vocal) (2008–11) - Igor Di Ferreira (vocal) (2008–12) | - Spike (violão) (2008–12) - Henrique (guitarra) (2008–12) - Marcio (baixo) (2008–12) - Ed (teclado) (2008–12) - Alysson (saxofone) (2008–12) - Flavinho (bateria) (2008–12) - Escobar (percussão) (2008–12) - Gilvan (percussão) (2008–12) - George (percussão) (2008–12) |